# (8652) Acacia
(8652) Acacia (1990 EA5) – planetoida z pasa głównego asteroid okrążająca Słońce w ciągu 3,88 lat w średniej odległości 2,47 au. Odkryta 2 marca 1990 roku.